# 323. Infanterie-Division (Wehrmacht)
Die 323. Infanterie-Division war ein militärischer Großverband der Wehrmacht.

## Geschichte

### Aufstellung
Die 323. ID wurde im November 1940 in Franken als bodenständige Division der 13. Aufstellungswelle aufgestellt. Sie setzte sich aus jeweils drei Infanterie-Bataillonen der 62. und 73. Infanterie-Division zusammen. 

### Umgliederung
Im Februar 1942 erfolgte die Umgliederung in eine Angriffs-Division für den Einsatz an der Ostfront. Zunächst wurden die Infanterie-Regimenter um jeweils eine 13. und 14. Kompanie aufgestockt.

### Atlantikwall
Die 323. ID erhielt den Befehl zur Küstensicherung am Ärmelkanal in der Normandie. Danach führte sie der Weg nach Charleroi in Belgien.

### Verlegung an die Ostfront
Im Mai 1942 verlegte die Division endgültig nach Russland, wo sie in der Ukraine der Heeresgruppe Süd unterstellt wurde. Die 323. ID marschierte mit der 2. Armee von  Rowno über Schitomir, Kiew, Konotop, Kursk bis an den Don westlich von Woronesch. 

### Woronesch
Am stark umkämpften Brückenkopf von Woronesch hatte die 323. ID ihren ersten größeren Gefechtseinsatz und es kam zu mehreren Abwehr- sowie Angriffskämpfen. Da die Linien nicht mehr zu halten waren, musste sich die 323. ID über den Don über die Dewiza nach Gorschetschnoje zurückziehen. Von dort aus wurde ein Durchbruchsversuch auf den Oskol begonnen, der jedoch wieder abgebrochen werden musste.

### Vernichtung
Die Division musste sich fluchtartig von Stary Oskol entlang des Psel auf Sudscha zurückziehen und wurde so stark dezimiert, dass man sie im Februar 1943 offiziell auflöste.

### Verwendung der Reste der Division
Die Überlebenden wurden auf die 75. und 26. Infanterie-Division aufgeteilt und im November in die Divisionsgruppe 323 zusammengefasst, welche der 88. Infanterie-Division unterstellt war.

## Personen
| Dienstzeit                            | Dienstgrad                   | Name             |
| ------------------------------------- | ---------------------------- | ---------------- |
| 15. November 1940 bis 10. Januar 1942 | Generalmajor/Generalleutnant | Max Mühlmann     |
| 10. Januar bis 5. November 1942       | Oberst/Generalmajor          | Hans Bergen      |
| 5. November bis 25. Dezember 1942     | Generalmajor                 | Viktor Koch      |
| 25. Dezember 1942 bis 2. Februar 1943 | Oberst                       | Andreas Nebauer  |
| 2. Februar 1943 bis unbekannt         | Oberstleutnant/Oberst        | Roland Koschella |

## Gliederung
| 1940                      | 1943                   |
| ------------------------- | ---------------------- |
| Infanterie-Regiment 591   | Grenadier-Regiment 591 |
| Infanterie-Regiment 593   | Grenadier-Regiment 593 |
| Infanterie-Regiment 594   | Grenadier-Regiment 594 |
| –                         | Ski-Bataillon 323      |
| Artillerie-Regiment 323   |                        |
| Panzerjäger-Abteilung 323 |                        |
| Pionier-Bataillon 323     |                        |
| Nachrichten-Abteilung 323 |                        |
| Nachschubstruppen 323     |                        |